# Richard Trench (2e comte de Clancarty)
Richard Le Poer Trench, 2e comte de Clancarty, 1er marquis de Heusden (19 mai 1767 - 24 novembre 1837), est un pair irlandais, un noble de la Noblesse des Pays-Bas et un diplomate. Il est un membre du Parlement irlandais, puis britannique, et un partisan de William Pitt le Jeune. En outre, il est nommé ministre des Postes d'Irlande, puis du Royaume-Uni. 

## Biographie
Il est le fils de William Trench (1er comte de Clancarty) et Anne, fille de Charles Gardiner. Son siège est Garbally Court à Ballinasloe, Comté de Galway où il est associé à la Grande foire d'octobre. Son frère est Power Le Poer Trench (1770-1839), archevêque de Tuam. Il fait ses études à la Kimbolton School et au St John's College, à Cambridge. 

## Carrière politique
Il représente Newtown Limavady à la Chambre des communes irlandaise de 1796 à 1798. Il siège plus tard pour le comté de Galway de 1798 à peu de temps avant l'acte d'Union, lorsqu'il est remplacé par Richard Martin (homme politique). 
Au Congrès de Vienne de 1814 à 1815, il est crédité de la résolution de divers différends frontaliers en Hollande, en Allemagne et en Italie, ainsi que de son rôle d'ambassadeur aux Pays-Bas. Pour son service comme ambassadeur à La Haye, il reçoit le titre héréditaire de marquis de Heusden dans la pairie des Pays-Bas le 8 juillet 1815 par Guillaume Ier des Pays-Bas, après la défaite de Napoléon en Brabant, dans ce même sud de la province. Il est élu l'un des 28 pairs représentatifs de l'Irlande le 16 décembre 1808. Son siège à la Chambre des lords est devenu héréditaire à la suite de sa création comme baron Trench (4 août 1815) et vicomte Clancarty (créé le 8 décembre 1823) dans la pairie du Royaume-Uni, ses autres titres les plus anciens étant dans la pairie irlandaise. Il est Commissaire aux affaires de l'Inde et Custos Rotulorum du comté de Galway.   
Entre 1807 et 1809 il est l'un des Postmasters général de l'Irlande et il est nommé ministre des Postes du Royaume-Uni étant l'un des derniers codétenteurs de ce poste en 1814-1816. 

## Famille
Le 6 février 1796, il épouse Henrietta Margaret Staples, fille de John Staples et Harriet Conolly. Ils ont : 
1. Lucy Le Poer Trench (décédé en 1839), mariée à Robert Maxwell
2. Louisa Augusta Anne Le Poer Trench (née le 23 décembre 1796, décédée le 7 février 1881), épouse le révérend William Le Poer Trench
3. Harriet Margaret Le Poer Trench (née le 13 octobre 1799 et décédée en 1885), mariée à Thomas Kavanagh "le MacMurrough", descendant d'Art Mor mac Art MacMurrough Kavanagh
4. Emily Florinda Le Poer Trench (née le 7 novembre 1800), mariée à Giovanni Cossiria
5. Frances Power Le Poer Trench (née le 22 janvier 1802 et décédée le 28 décembre 1804)
6. William Trench (3e comte de Clancarty) (né le 21 septembre 1803, décédé le 26 avril 1872), épouse Sarah Juliana Butler, fille de Somerset Butler (3e comte de Carrick)
7. Richard John Le Poer Trench (b. 1805)
8. Commandant Frederick Robert Le Poer Trench (né le 23 juillet 1808, déc. avril 1867), marié avec Catherine Maria Thompson